# Chiesa di Santo Stefano di Campiglio
La chiesa di Santo Stefano di Campiglio si trova nei dintorni di Quarrata.

## Storia e descrizione
La chiesa è ricordata fin dal secolo XIII, ma fu trasformata nei secoli XVII e XVIII.
Preceduta da un portico risalente al 1838, conserva all'interno una tela con la Vergine assunta col Bambino e santi (secolo XVII).
Sulla facciata della chiesa ci sono due lapidi particolari: una scritta in italiano di metà Ottocento, e l'altra in latino. Il testo si riferisce all'ultimo regnante toscano dei Lorena.
I diversi parroci che si sono succeduti dall'Ottocento al Novecento furono sepolti nel vicino cimitero. Alcuni di loro erano imparentati (vedi lo zio e poi il nipote morto nel 1963).